# Jacobinia macrophylla
Jacobinia macrophylla là một loài thực vật có hoa trong họ Ô rô. Loài này được (Oerst.) Benth. & Hook. f. mô tả khoa học đầu tiên năm 1876.